# Рудеш (футбольный клуб)
Рудеш (хорв. NK Rudeš) — хорватский футбольный клуб из одноимённого района города Загреб, в настоящее время выступающий во Второй лиге, второй по уровню в системе футбольных лиг Хорватии. Домашние матчи команда проводит на стадионе Краньчевичева, вмещающем около 8 850 зрителей.
«Рудеш» был основан в 1957 году и большую часть своей истории провёл в низших лигах. В 2003 году он выиграл загребский дивизион Четвёртой лиги и вышел в Третью лигу. Там «Рудеш» отыграл шесть лет, а в 2009 году, победив в дивизионе Запад, завоевал себе место во Второй лиге.
В сезоне 2009/10 «Рудеш» дебютировал во второй по значимости лиге Хорватии, в итоге финишировав в середине турнирной таблицы. В последующие годы команда неизменно заканчивала чемпионат среди лидеров Второй лиги. В сезоне 2016/17 «Рудеш» стал победителем Второй лиги, тем самым добившись исторического выхода в Первую лигу. В мае 2017 года клуб подписал с испанским «Алавесом» партнёрское соглашение, в котором «Рудеш» играл роль фарм-клуба участника испанской Примеры. Но спустя год оно было расторгнуто.
16 июля 2017 года загребский клуб дебютировал в элите хорватского футбола, сыграв на выезде вничью (1:1) с «Осиеком». Первый гол в лиге у «Рудеша» забил Карло Каменар. Спустя месяц команда одержала первую победу в Первой лиге, дома с минимальным счётом одолев «Истру 1961». «Рудеш» долгое время играл роль главного аутсайдера чемпионата, но к концу первенства выдал успешный отрезок с впечатляющими победами на сплитским «Хайдуком», «Риекой» и загребским «Динамо», что позволило ему финишировать на безопасном восьмом месте. В следующем чемпионате занял последнее 10-е место и вылетел во Вторую лигу.

## Текущий состав
| №  |                           | Поз. | Имя                  | Год рождения |
| -- | ------------------------- | ---- | -------------------- | ------------ |
| 1  | Флаг Хорватии             | Вр   | Доминик Пицак        | 1992         |
| 2  | Флаг Австрии              | Защ  | Марио Ловре Войкович | 1995         |
| 3  | Флаг Хорватии             | Защ  | Ренато Панталон      | 1997         |
| 4  | Флаг Нигерии              | Защ  | Эрхун Обанор         | 1995         |
| 5  | Флаг Хорватии             | Защ  | Максим Олуич         | 1998         |
| 6  | Флаг Хорватии             | ПЗ   | Матей Юкич           | 1997         |
| 7  | Флаг Бразилии             | ПЗ   | Андрей               | 1996         |
| 7  | Флаг Хорватии             | Защ  | Давид Лойбер         | 1999         |
| 8  | Флаг Германии             | Нап  | Роберт Мишкович      | 1999         |
| 9  | Флаг Хорватии             | Нап  | Борна Петрович       | 1997         |
| 10 | Флаг Хорватии             | ПЗ   | Томислав Мрконич     | 1994         |
| 11 | Флаг Хорватии             | Нап  | Михаэл Клепач        | 1997         |
| 12 | Флаг Хорватии             | Вр   | Иван Банич           | 1994         |
| 13 | Флаг Хорватии             | ПЗ   | Фране Войкович       | 1996         |
| 14 | Флаг Хорватии             | Защ  | Антонио Боршич       | 1995         |
| 16 | Флаг Австралии            | ПЗ   | Энтони Калик         | 1997         |
| 16 | Флаг Бразилии             | Нап  | Уоллес               | 1997         |
| 17 | Флаг Боснии и Герцеговины | ПЗ   | Анес Вазда           | 1997         |
| 18 | Флаг Хорватии             | Нап  | Иван Томичич         | 1993         |

| №  |               | Поз. | Имя                    | Год рождения |
| -- | ------------- | ---- | ---------------------- | ------------ |
| 24 | Флаг Хорватии | Защ  | Ивица Црногорац        | 1999         |
| 30 | Флаг Хорватии | Защ  | Ивица Джолан           | 1988         |
| -  | Флаг Хорватии | Защ  | Матия Приболшан        | 1988         |
| -  | Флаг Хорватии | Защ  | Леонард Месарич        | 1983         |
| -  | Флаг Хорватии | Защ  | Казимир Поляк          | 1991         |
| -  | Флаг Хорватии | Нап  | Андрия Милинкович      | 1990         |
| -  | Флаг Хорватии | Нап  | Карло Паук             | 1994         |
| -  | Флаг Хорватии | ПЗ   | Виктор Илекович        | 1993         |
| -  | Флаг Хорватии | Защ  | Йосип Филипович        | 1996         |
| -  | Флаг Франции  | Защ  | Жордан Дьякьезе        | 1995         |
| -  | Флаг Хорватии | Вр   | Анте Пеко              | 1994         |
| -  | Флаг Хорватии | Защ  | Винко Сольдо           | 1998         |
| -  | Флаг Сербии   | ПЗ   | Марко Миленкович       | 1991         |
| -  | Флаг Хорватии | ПЗ   | Ловре Грбич            | 1995         |
| -  | Флаг Хорватии | Защ  | Никола Бурич           | 1996         |
| -  | Флаг Хорватии | Вр   | Патрик Мохорович       | 1999         |
| -  | Флаг Бразилии | Защ  | Карлос Сантос да Силва | 2000         |
| -  | Флаг Бразилии | ПЗ   | Жуан Маркес да Силва   | 1998         |